# 香港加泰人權自由集會

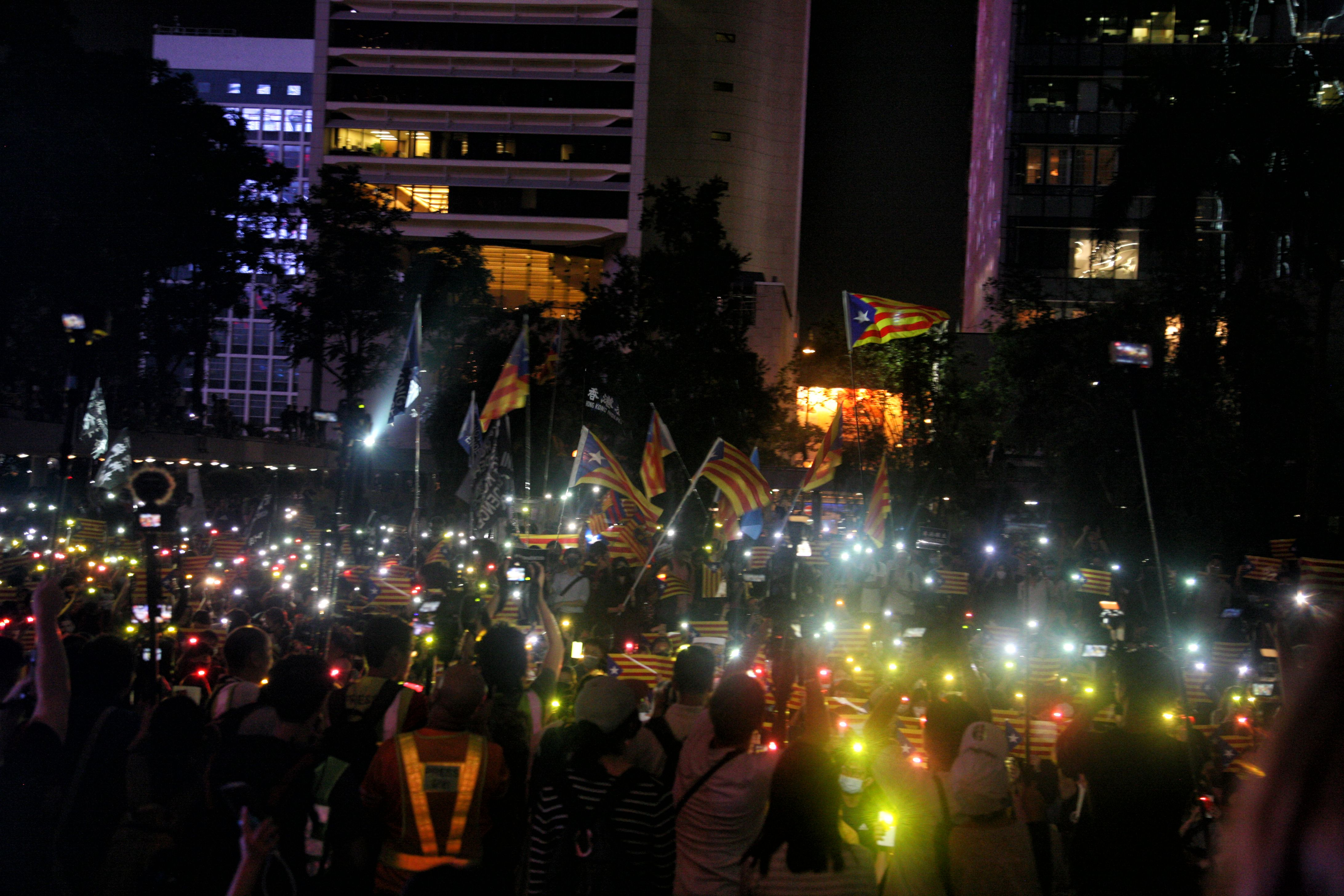
香港加泰人權自由集會

香港加泰人權自由集會是2019年10月24日香港市民在中環遮打花園舉行的集會，目的在於聲援加泰隆尼亞的示威者，形容其情況與香港相似。

## 背景
2019年10月14日，西班牙最高法院以煽動叛亂和濫用公款罪判處9名加泰隆尼亞獨派領袖入獄9年至13年，引發連日示威；與此同時，香港從6月9日起大規模爆發的反對逃犯條例修訂草案運動仍未停息。是次集會的主辦方稱，希望透過集會，讓香港市民了解加泰羅尼亞的抗爭背景和現況，並呼籲西班牙政府和平處理示威、譴責當地警察暴力對待示威者，以及向國際社會表明「沒有人應該單因政見而被判監」的立場。

## 過程

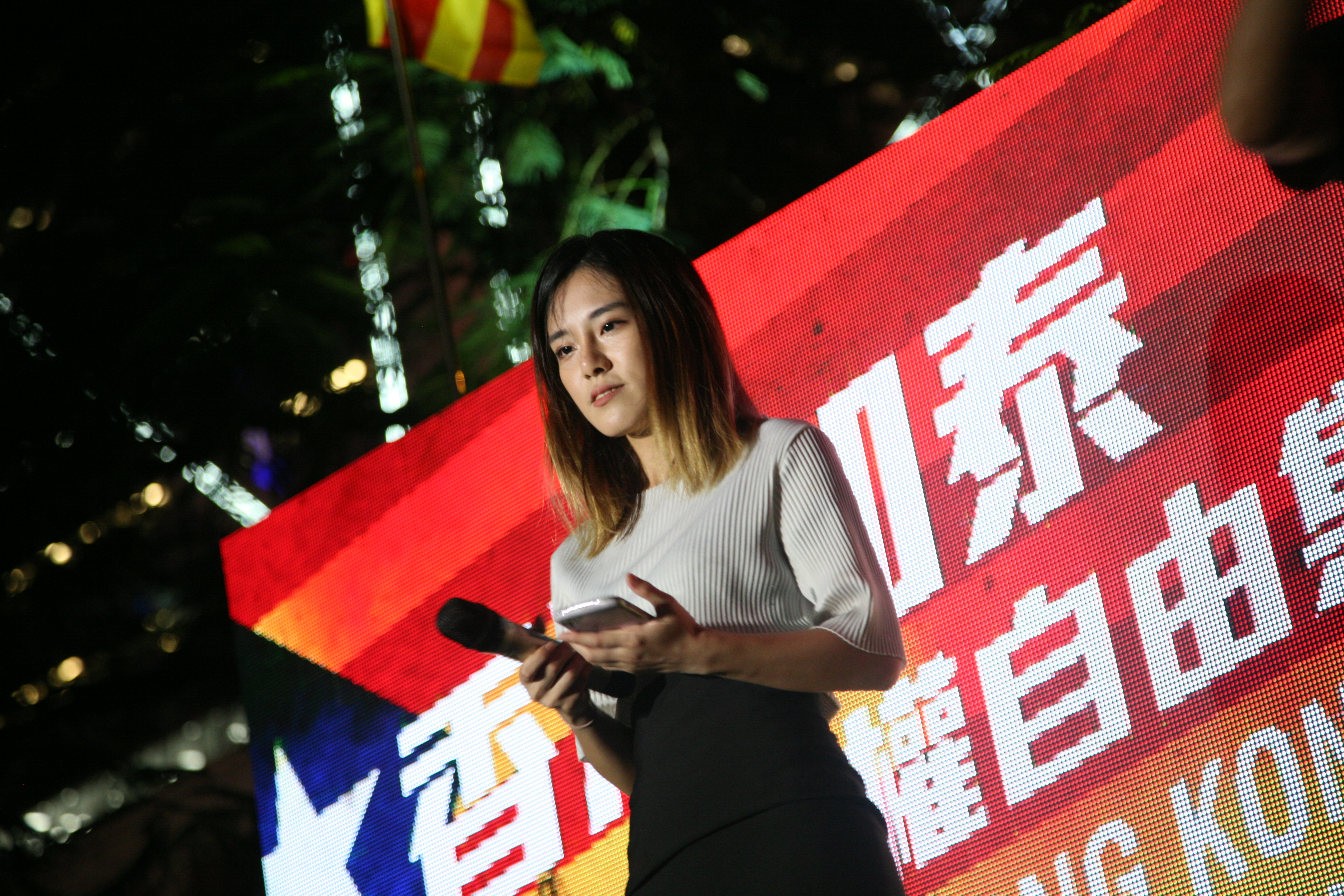
黃子悅

集會由香港中文大學學生會前會長周竪峰發起，過往多次舉辦遊行的劉頴匡負責向警方申請不反對通知書，並於集會前兩日獲批，有效時間為集會當晚的7時至10時半。主辦方稱集會人數超過3000人。
集會演講者包括劉穎匡、周竪鋒、陳浩天及黃子悅。集會有居港加泰隆尼亞人出席，他們認為兩地的示威確有相似之處，例如政府拒絕與人民對話，而示威者則面對著警方的過份武力。

## 爭議
有民眾擔憂參加集會等同支持加泰隆尼亞獨立，乃至被引申成支持港獨；盧斯達認為，兩地民眾同樣面對極權、暴政和警暴，而加泰隆尼亞人亦有聲援香港，因此港人亦有義務表態支持加泰隆尼亞人。
陳浩天沒有太多顧忌，並於集會中明確表明，支持香港獨立，並且認為不獨立的話，沒有可能有民主。